# Colegio de Gramáticos (Cuerva)
El Colegio de Gramáticos es un inmueble situado en el municipio español de Cuerva, en la provincia de Toledo.

## Descripción

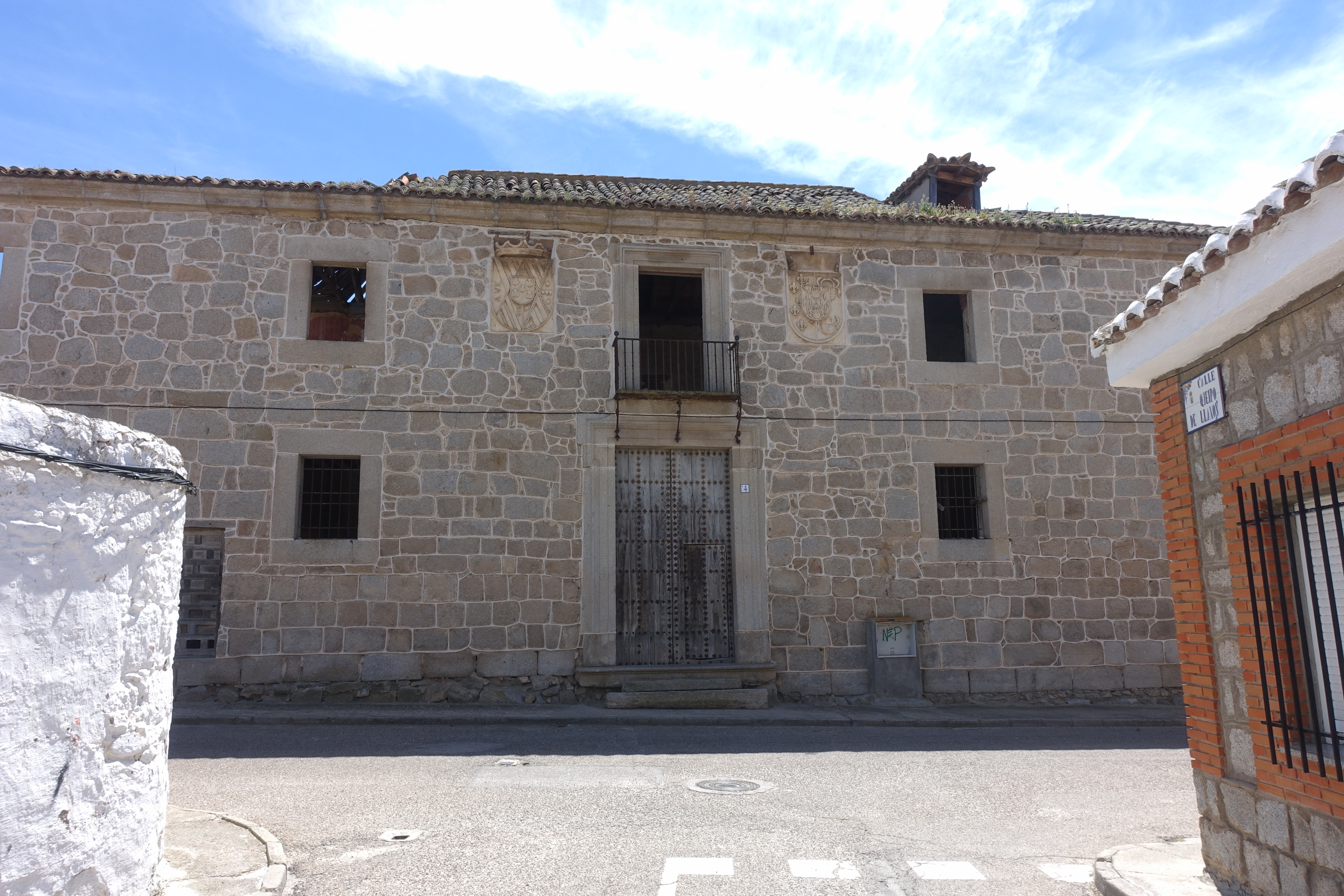
Fachada

El Colegio de Gramáticos fue fundado por iniciativa de la ilustre familia Lasso de la Vega en el año 1623 para doce alumnos becarios de las localidades de Cuerva, Batres, Añover y Ventas con Peña Aguilera y sus correspondientes profesores, quienes impartían clases de Gramática y Canto, orientadas hacia la carrera sacerdotal. Los alumnos tenían derecho a alojamiento, manutención, dos uniformes, calzado y barbero. El edificio pasó a ser utilizado después como Escuela Nacional y Cuartel de la Guardia Civil.
Se trata de un edificio de planta cuadrangular, de fábrica de mampostería con sillares en esquinas y zócalos, de dos plantas y cubierta de teja curva con buhardillas. Las ventanas son rectangulares sin rejas y distribuidas regularmente: ocho en las fachadas principal y posterior (cuatro en cada planta).
Su fachada principal tiene una composición simétrica en la disposición de sus huecos. La puerta de entrada y el balcón en planta superior conforman el eje central de la composición, quedando a cada lado y en las dos plantas cuatro huecos a modo de ventanas. Se accede al interior por medio de una gran puerta jambeada de dos hojas, claveteada y con postigo en la hoja derecha. Sobre ella, en la segunda planta, podemos observar un balcón también jambeado con barandilla de forja de hierro sobre tres palomillas que se apoyan sobre el dintel de la puerta. A ambos lados del balcón encontramos escudos de piedra con los blasones en los que se aprecian las armas de la familia. Una ancha cornisa soporta la cubierta a cuatro aguas que, desde la crujía, vierte sobre el patio interior. Dicho patio interior es de planta cuadrada, tiene arquería de piedra de cinco huecos, cegada en tres de sus costados posteriormente. Los arcos apoyan sobre columnas áticas de fuste corto.
El 3 de mayo de 2011 fue declarado Bien de Interés Cultural con la categoría de monumento, mediante un acuerdo publicado el día 12 de ese mismo mes en el Diario Oficial de Castilla-La Mancha.